# فيليب مولر (كرة يد)
فيليب مولر (بالألمانية: Philipp Müller) مواليد 19 سبتمبر 1984 في بايرويت، هو لاعب كرة يد ألماني يلعب كظهير أيسر. يلعب حاليا مع نادي ملزونغن لكرة اليد ويحمل الرقم 18. مثل منتخب ألمانيا لكرة اليد.

## المسيرة الاحترافية
لعب مع نادي بالينغن فايلشتيتن لكرة اليد في الدوري الألماني من سنة 2008 إلى 2010، ثم لعب مع نادي فتسلار لكرة اليد من سنة 2010 إلى 2013، ثم لعب مع نادي ملزونغن لكرة اليد في الدوري الألماني في سنة 2013.

## روابط خارجية
- فيليب مولر على موقع الاتحاد الأوروبي لكرة اليد (الإنجليزية)